# Újváry Imre
Újváry Imre (Nagyenyed, 1908. december 20. – Marosvásárhely, 1988. augusztus 12.) erdélyi magyar bőrgyógyász szakorvos, egyetemi tanár, orvosi szakíró volt a Marosvásárhelyi Orvosi és Gyógyszerészeti Intézeteten.

## Életpályája
Középiskolai tanulmányait a kolozsvári Piarista Gimnáziumban, majd a nagyenyedi Bethlen Gábor Kollégiumban végezte (1926). A kolozsvári I. Ferdinánd Egyetemen szerzett orvosi oklevelet 1933-ban, majd 1936-ban a bőr- és nemi betegségek klinikáján szakorvosi képesítést. 1940–45 között az I. Ferenc József Tudományegyetemen ugyanezen a szakterületen tanársegéd, majd a marosvásárhelyi OGYI Bőrgyógyászati Klinikáján adjunktus (1945–48), előadótanár (1948–56), 1956-tól klinikavezető egyetemi tanár nyugdíjba vonulásáig (1974). Ezt követően mint konzultáns professzor folytatta a doktoranduszok irányítását. 1956-tól 1965-ig az Általános Orvosi Kar, majd 1967–72 között a Fogorvosi Kar dékáni tisztét töltötte be.

## Munkássága
Tudományos kutatásainak területe a bőrtuberkulózis, a bőr gombás megbetegedései, a penicillin-allergia, a bőr rosszindulatú daganatai, a húgyutak fertőzései, a bőrgyógyászat szemészeti, orr–fül–gégészeti, fogászati összefüggései, a környéki érrendszer zavaraival kapcsolatos bőrelváltozások vizsgálatára terjedt ki. Az EME Orvostudományi Szakosztályának 1934–45 között tagja, 1941–45 között jegyzője volt, tagja a Román, a Magyar és a Nemzetközi Bőrgyógyászati Társaságnak. Szerkesztőbizottsági tagja volt az Orvosi Szemle és a Dermato-Venerologia c. szaklapoknak.
Dolgozatai a Dermato-Venerologia, Medicina, Orvosi Szemle, Stomatologia, a berlini Studia Biophysica, a Revista Medico-Chirurgicală, Microbiologia-Parazitologia-Epidemiologia, Orvosképzés (Budapest), Dermatologisches Monatschrift c. folyóiratokban, valamint hazai és nemzetközi kongresszusi kötetekben jelentek meg.

## Egyetemi jegyzetei
- Bőr- és nemi betegségek. I. A bőr betegségei (Veress Ferenccel, Marosvásárhely, 1951), II. Venerológia (Marosvásárhely, 1951–52, további kiadások: 1953, 1956, 1959);
- Dermatológia (társszerzőkkel, 3. kiadás, Marosvásárhely, 1961).
- Társszerzője az I. Căpuşan és munkatársai által összeállított Dermato-venerologie c. tankönyvnek (Bukarest, 1964).

Kéziratban maradt munkája az 1974-ben írt Dermato-venerológiai jegyzet orvostanhallgatóknak.